# Chirotica crassipes
Chirotica crassipes là một loài tò vò trong họ Ichneumonidae.